# Пожарные Чикаго (сезон 2)
Второй сезон американского драматического телесериала «Пожарные Чикаго» демонстрировался на телеканале NBC с 24 сентября 2013 года по 13 мая 2014 года. Он состоит из 22 эпизодов.

## Сюжет
Сериал рассказывает о жизни и работе пожарных, спасателей и парамедиков чикагской пожарной части № 51.

## Актеры и роли

### Главные герои
- Джесси Спенсер — лейтенант Метью Кейси – машина 81.
- Тейлор Кинни — Келли Северайд – бригада спасателей 3.
- Моника Рэймунд — парамедик Габриела Доусон – скорая 61.
- Лорен Джерман — парамедик Лесли Шей – скорая 61
- Чарли Барнетт — новичок-пожарный Питер Миллс – машина 81.
- Имонн Уокер — шеф Уоллес Боуден пожарной части 51.
- Дэвид Эйденберг — пожарный Кристофер Херрманн – машина 81.
- Юрий Сардаров — пожарный Брайан «Отис» Звонечек — машина 81
- Джо Миносо — пожарный / шофер Джо Круз — машина 81
- Кристиан Столт — пожарный Рэнди «Мауч» Макхолланд — машина 81.

### Второстепенные герои
- Джефф Хефнер в роли пожарного Джеффа Кларка - бригада спасателей 3.
- Рэнди Флаглер в роли пожарного Гарольда Каппа - бригада спасателей 3.
- Энтони Феррарис в роли пожарного Тони Феррариса - бригада спасателей 3.
- Трит Уильямс в роли отца Келли Северайда, бывший пожарный.
- Хаона Кросс в роли Хизер Дарден
- Мишель Форбс в роли Гейл Маклеод
- Джон Хунаккер в роли лейтенанта Спеллмана - машина 51.
- Ведетт Лим в роли Дейвона
- Уильям Смилли в роли Кевина Хэдли
- Давид Паскези в роли парамедика Эрика Маколи - скорая 61.
- Виктория Блейд в роли Лизы Кларк
- Алекс Вейсман в роли парамедика Алана Чут - скорая 61.
- Мелисса Понсо в роли Донны Роббинс
- Дилан Бейкер в роли доктора Дэвида Арата
- Бриттани Карран в роли Кэти Нолан
- Дэйзи Бэттс в роли стажера пожарного Реббеки Джонс - машина 81.
- Кристин Евангелиста в роли парамедика Эллисон Рафферти - скорая 61|

### Полицейские Чикаго
- Джон Седа в роли детектив Антонио Доусон
- Ларойс Хоукинс в роли офицера Кэвина Этвотера
- Джесси Ли Соффер в роли детектива Джей Холстеда
- Джейсон Бёдж as Сержанта Генри "Хэнка" Войта
- София Буш в роли Детектива Эйрин Линдси
- Элиас Котеас в роли детектива Элвина Олински
- Марина Скверсьяти в роли офицера Ким Бёрджес
- Эми Мортон в роли сержанта Труди Платт

## Список эпизодов
| № общий | № в сезоне | Название                                                         | Режиссёр          | Автор сценария                                                            | Дата премьеры    | Зрители в США (млн) |
| --- | ---------- | ---------------------------------------------------------------- | ----------------- | ------------------------------------------------------------------------- | ---------------- | ------------------- |
| 25 | 1          | «Тяжелый случай с домом» «A Problem House»                       | Джо Чаппелль      | Майкл Брандт и Дерек Хаас                                                 | 24 сентября 2013 | 8.90                |
| Шей сомневается в том, что Рене беременна от Северайда. Кейси вспоминает о годовщине смерти своего друга Дардена. Доусон и Шей оказываются в огневой ловушке в здании отеля, а Кейси с Северайдом пытаются их спасти. Боден объявляет, что в связи с сокращением бюджета, их 51-ю часть могут закрыть. |            |                                                                  |                   |                                                                           |                  |                     |
| 26 | 2          | «Докажи» «Prove It»                                              | Том Дичилло       | Андреа Ньюман                                                             | 1 октября 2013   | 8.74                |
| Северайд спрашивает у Рене, кто на самом деле отец ее ребенка. Вскоре он узнает, что его опасения подтвердились и ребенок не от него. Шей успокаивает Северайда и предлагает найти еще одного соседа по квартире. Северайд считает, что у него с Миллсом есть один общий враг - старый коллега из пожарной части 51, Хедли. |            |                                                                  |                   |                                                                           |                  |                     |
| 27 | 3          | «Максимальная боеготовность» «Defcon 1»                          | Джо Чаппелль      | Майкл Гилвари                                                             | 8 октября 2013   | 7.43                |
| Кейси становится единственным, кто может присматривать за мальчиками Дардена. Северайд слпровождает своего отца в офис Бодена и они говорят о своих подозрениях на счет Хедли. Кейси берет мальчиков в тюрьму, чтобы они могли повидаться с матерью. Пожарные хотят узнать все подробности дела о выходе Хедли из части 51. |            |                                                                  |                   |                                                                           |                  |                     |
| 28 | 4          | «Тревожный вызов» «A Nuisance Call»                              | Стив Шилл         | Мэтт Олмстед и Хилли Хикс мл.                                             | 15 октября 2013  | 8.08                |
| Выпад от смертельного рутинного вызова вызывает разрыв между Шей и Доусон. Пожарные из 51 находятся в боевой готовности в пожарной части. Тем временем, Северайд скрывается в погоне за Хэдли. Доусон получает некоторые шокирующие новости об одном из приспешников Артура. |            |                                                                  |                   |                                                                           |                  |                     |
| 29 | 5          | «Сильный ход» «A Power Move»                                     | Янн Тёрнер        | Энди Бушнелл                                                              | 22 октября 2013  | 7.45                |
| Давление на Бодена уходит из пожарной части. Моль раскрывается, и люди формируют план вывести его из дома. Артур головорез продолжает вызывать беспокойство у Молли. |            |                                                                  |                   |                                                                           |                  |                     |
| 30 | 6          | «Лихачество» «Joyriding»                                         | Стив Шилл         | Дерек Хаас и Тим Тэлботт                                                  | 12 ноября 2013   | 7.66                |
| Северайд получает неожиданного посетителя и новости о своем отце. Его день идет от плохого к худшему после того, как его утренняя толчка превращается в спасение, когда он видит мальчика, оказавшегося в ловушке экскаватора. В дебатах участвуют кандидат в президенты Мауч и коллегиального союза Грег Салливан. Артур снова преследует Доусон у Молли. |            |                                                                  |                   |                                                                           |                  |                     |
| 31 | 7          | «Никаких сожалений» «No Regrets»                                 | Майкл Словис      | Майкл Брандт и Райан Харрис                                               | 19 ноября 2013   | 7.49                |
| Мужчин зовут в поезд, который сходит на завод. Сокращение бюджета Маклеода означает, что они растянуты до пределов, связанных с пылающим резервуаром пропана и несколькими жертвами. Хезер освобождается из тюрьмы и принимает решение, изменяющее жизнь. |            |                                                                  |                   |                                                                           |                  |                     |
| 32 | 8          | «Рифмы с криками» «Rhymes With Shout»                            | Джо Чаппелль      | Андреа Ньюман                                                             | 26 ноября 2013   | 6.91                |
| Когда стрельба по молодой девушке происходит по соседству, Крус и его брат Леон вынуждены думать о банде, которую они пытались покинуть. Битва между начальником Боденом и Маклеодом продолжает эскалацию, и Изабелла убеждает Миллса одеться на причудливый гала. Между тем, лейтенант Кейси печален, Доусон не будет приходить так же, как сейчас, когда его родительские обязанности закончены, Шей сыта по горло пожарной палатой и углубляется по мере того, как Девон и Виза Зои истекают, что побуждает ее придумать идея. |            |                                                                  |                   |                                                                           |                  |                     |
| 33 | 9          | «Ты навредишь ему» «You Will Hurt Him»                           | Сэнфорд Букставер | Майкл Гилвари                                                             | 3 декабря 2013   | 8.22                |
| Начальник Батальона Боден готовится к контратаке Маклеода в финальной попытке спасти огонь от закрытия, а романтика между Доусоном и Кейси обостряется. Леон добивается прогресса в расследовании убийства банд, но Крус не может стоять, опасаясь за безопасность своего брата. Между тем, облигации Северайд и Кэти, чтобы компенсировать потерянное время, и Отис чувствует себя неуютно живущим с Северайд и Шейпосле последней эвакуации Девона. |            |                                                                  |                   |                                                                           |                  |                     |
| 34 | 10         | «Не так» «Not Like This»                                         | Алекс Чаппл       | Майкл Брандт и Дерек Хаас                                                 | 10 декабря 2013  | 9.32                |
| Все кажется потерянным с пожарной частью 51 на грани закрытия своих дверей, в немалой степени благодаря Гейл Маклеоду, но шеф Боден и остальная часть дома отказываются позволить себе сидеть и позволять этому случиться. Экстренный вызов в квартирной структуре огнем проверяет все ограничения и ставит команду в ущерб. Между тем, Доусон получает новости, меняющие жизнь, и президент союза Грег Салливан делает заголовки, которые оказывают непосредственное влияние на Мауча. |            |                                                                  |                   |                                                                           |                  |                     |
| 35 | 11         | «Удар в лицо» «Shoved In My Face»                                | Жан Де Сегонзак   | Хилли Хикс мл.                                                            | 7 января 2014    | 6.87                |
| 36 | 12         | «Шумиха» «Out With a Bang»                                       | Алик Сахаров      | Андреа Ньюман                                                             | 14 января 2014   | 6.76                |
| 37 | 13         | «Сегодня или никогда» «Tonight's the Night»                      | Янн Тёрнер        | Дерек Хаас и Тим Тэлботт                                                  | 21 января 2014   | 7.13                |
| 38 | 14         | «Девственная кожа» «Virgin Skin»                                 | Карен Гавиола     | Майкл Брандт и Райан Харрис                                               | 25 февраля 2014  | 7.06                |
| 39 | 15         | «Помалкивай» «Keep Your Mouth Shut»                              | Холли Дейл        | Майкл Гилвари                                                             | 4 марта 2014     | 7.07                |
| 40 | 16         | «Старт ракеты» «A Rocket Blasting Off»                           | Сэнфорд Букставер | Мэтт Олмстед и Хилли Хикс мл.                                             | 11 марта 2014    | 7.21                |
| 41 | 17         | «Пахнет жареным» «When Things Got Rough»                         | Янн Тёрнер        | Андреа Ньюман                                                             | 18 марта 2014    | 6.96                |
| 42 | 18         | «Пока не оторвешься от земли» «Until Your Feet Leave the Ground» | Майкл Словис      | Мэтт Олмстед и Мик Бетанкорт                                              | 8 апреля 2014    | 6.96                |
| 43 | 19         | «Тяжелый вес» «A Heavy Weight»                                   | Реза Табризи      | Майкл Гилвари                                                             | 15 апреля 2014   | 6.90                |
| 44 | 20         | «Хмурый день» «A Dark Day»                                       | Джо Чаппелль      | История: Дик Вульф и Мэтт Олмстед Телесценарий: Майкл Брандт и Дерек Хаас | 29 апреля 2014   | 7.06                |
| 45 | 21         | «Еще одна попытка» «One More Shot»                               | Жан Де Сегонзак   | Андреа Ньюман                                                             | 6 мая 2014       | 6.92                |
| 46 | 22         | «Реальность никогда не ждет» «Real Never Waits»                  | Майкл Брандт      | Мэтт Олмстед и Дерек Хаас                                                 | 13 мая 2014      | 7.12                |
| Северайд при повторном обходе комнат сгоревшего здания школы-интернат обнаруживает десятилетнего ребенка с многочисленными ожогами. Доусон пересдает тест на пожарного, успешно проходит его и готовиться к переводу в другую пожарную часть. Миллса до сих пор мучают вопросы по поводу загадочной смерти его отца. Тем временем, Боудена ожидает свадебная церемония-сюрприз в его части 51. Во время свадебного банкета Мэтью делает предложение Доусон, но, прежде чем она успела сказать ответ, им поступает вызов о якобы горящем здании. Из верхних этажей здания идет дым. Внезапно здание взрывается, в то время, когда весь пожарный состав части 51, включая парамедиков, находится внутри, кроме шефа Боудена. Теперь их жизнь висит на волоске. |            |                                                                  |                   |                                                                           |                  |                     |

### Кроссоверы
Кроссоверы между «Пожарных Чикаго» и «Полицейских Чикаго» был показан 29 и 30 апреля 2014 года; в нём происходит взрыв, с которым борются пожарные и расследуют полицейские.